# Ђенаро Гатузо
Ђенаро Иван Гатузо (итал. Gennaro Ivan Gattuso; Кориљано Калабро, 9. јануар 1978) италијански је фудбалски тренер и бивши фудбалер, тренутно шеф стручног штаба хрватског прволигаша Хајдука Сплит.
Гатузо је бивши италијански репрезентативац. Играо је на средини терена. Највећи успеси у каријери су му освајање Лиге шампиона 2003. и 2007. са Миланом и титула првака света са Италијом 2006. у Немачкој. Поред тога био је првак серије А са Миланом у сезонама 2003/04. и 2010/11.

## Играчка каријера
Каријеру је почео у Перуђи где је играо до лета 1997. када је продат Глазгов Ренџерсима. Био је стандардан током прве сезоне док је тренер био Валтер Смит. Након што је Смит отишао, а тренер клуба постао Дик Адвокат, Гатузо је изгубио своју позицију у тиму и преселио се прво на клупу одакле је ретко улазио у игру. Након тога се вратио Италију и потписао за Салернитану са којом је у сезони 1998/99. испао из Серије А.
У лето 1999. прелази у Милан. Са Миланом је провео наредних 13 сезона током којих је одиграо укупно 468 утакмица уз 11 постигнутих голова. Са Миланом је по два пута освајао Лигу шампиона, Серију А, УЕФА суперкуп и Суперкуп Италије док је по једном освојио Светско клупско првенство и Куп Италије. Након завршетка сезоне 2011/12, Гатузо је заједно са саиграчима Нестом, Седорфом и Инзагијем напустио Милан. Последњу сезону је одиграо за швајцарски Сион.
За сениорску репрезентацију Италије је играо од 2000. до 2010. године, и у том периоду је забележио 73 наступа уз један постигнут гол. Био је део тима који је освојио Светско првенство 2006. у Немачкој. Са националним тимом је наступао на још два Светска првенства, 2002 у Јапану и Јужној Кореји и 2010. у Јужној Африци као и на Европским првенствима 2004. у Португалу и 2008. у Аустрији и Швајцарској.

## Тренерска каријера
Тренерску каријеру је почео у Сиону, где је радио као тренер-играч. На почетку сезоне 2013/14. је кратко водио Палермо у Серији Б, а током првог дела сезоне 2014/15. је био на клупи грчког ОФИ-ја са Крита.
У августу 2015. је преузео италијанског трећелигаша Пизу. Са овим клубом је у јуну 2016. изборио пласман у Серију Б, након што је у плеј-офу избацио Фођу. И поред овог успеха, Гатузо је 1. августа 2016. одлучио да поднесе оставку. Ипак само месец дана касније вратио се на клупу Пизе. У сезони 2016/17, Пиза је са Гатузом на клупи заузела последње место у Серији Б, па се тако вратила у трећелигашки ранг.
Крајем маја 2017. Гатузо је постављен за тренера младог тима Милана. На тој функцији је био до 27. новембра 2017. када је постављен за тренера првог тима Милана. Гатузо је са екипом Милана сезону 2017/18. завршио на шестом месту Серије А. У наредној 2018/19. сезони је био пети, што је био најбољи резултат екипе још од сезоне 2012/13. Ипак није успео да обезбеди клубу пласман у Лигу шампиона, па је крајем маја 2019. одлучио да поднесе оставку. Са Гатузом на клупи, Милан је у 83 утакмице остварио 40 победа, 23 ремија и 20 пораза.
У децембру 2019. је постављен за тренера Наполија.

## Трофеји
Милан
- Серија А (2) : 2003/04, 2010/11.
- Суперкуп Италије (2) : 2003, 2011.
- Куп Италије (1) : 2002/03.
- Лига шампиона (2) : 2002/03, 2006/07.
- Суперкуп Европе (2) : 2003, 2007.
- Светско клупско првенство (1) : 2007.

Италија
- Светско првенство (1) : 2006.
- Европско првенство до 21. године (1) : 2000.